# گونار آوسه
گونار آوسه (انگلیسی: Gunnar Aase؛ زادهٔ ۲۹ سپتامبر ۱۹۷۱) بازیکن فوتبال اهل نروژ است.
از باشگاه‌هایی که در آن بازی کرده‌است می‌توان به باشگاه فوتبال وایکینگ اشاره کرد.
وی همچنین در تیم‌های ملی فوتبال Norway national under-15 football team, Norway national under-16 football team, Norway national under-17 football team, Norway national under-18 football team، زیر ۲۱ سال نروژ، و نروژ بازی کرده‌است.